# Caralluma mireillae
Caralluma mireillae är en oleanderväxtart som beskrevs av John Jacob Lavranos. Caralluma mireillae ingår i släktet Caralluma och familjen oleanderväxter. Inga underarter finns listade i Catalogue of Life.